# Сеносъбирач на Хофман
Сеносъбирач на Хофман (Ochotona hoffmanni) е вид бозайник от семейство Пики (Ochotonidae). Видът е застрашен от изчезване.

## Разпространение
Разпространен е в Монголия и Русия (Читинска област).